# Andrea Brooks
Andrea Katherine Brooks (* 3. März 1989 in Brantford, Ontario) ist eine kanadische Schauspielerin. Bekanntheit erlangte sie vor allem als Eve Teschmacher aus der Serie Supergirl.

## Leben und Karriere
Andrea Brooks stammt aus der Stadt Brantford. Nachdem sie in ihrer Kindheit Eiskunstlaufen und Tanzen betrieb sowie am Musiktheater auf der Bühne stand, entdeckte sie als Jugendliche an der High School ihr Interesse am Schauspiel und stand ab dem Alter von 15 vor der Kamera. 2005 nahm sie an einem offenen Casting für die Hauptbesetzung des Disney-Films Die Eisprinzessin teil, wurde allerdings nicht besetzt, wenngleich sie durch das Casting einen Agenten gewinnen konnte. Nach dem Schulabschluss nahm sie daher an der University of British Columbia, neben einem Studium der Englischen Literatur, auch ein Schauspielstudium auf. Ihr Literaturstudium schloss sie 2011 mit dem Bachelor of Fine Arts ab, im Schauspiel erwarb sie den Master of Fine Arts. Nach ihrem Abschluss zog sie von Kanada nach Los Angeles in die Vereinigten Staaten.
In einer ihrer ersten Rollen vor der Kamera war Brooks 2006 in einer Gastrolle in der Serie Saved zu sehen. Nach einigen Auftritten in Fernsehfilmen übernahm sie 2009 als Sue eine Nebenrolle in der Tragikomödie What Goes Up. Im Jahr darauf trat sie in einer kleinen Rolle im Film Percy Jackson – Diebe im Olymp auf. 201 folgte eine kleine Rolle in der Filmkomödie 50/50 – Freunde fürs (Über)Leben. Im Politdrama The Company You Keep – Die Akte Grant aus dem Jahr 2012, trat Brooks in der Rolle der Tochter der von Susan Sarandon dargestellten Sharon Solarz auf. Seit dem Jahr 2012 war Brooks unter anderem in den Serien Fairly Legal, Primeval: New World, Motive, iZombie, UnREAL, Once Upon a Time – Es war einmal … und Bates Motel in Gastrollen auf. 2015 war Brooks in der kanadischen Mockumentary No Men Beyond This Point als junge Helen Duvall zu sehen. Seitdem trat sie erneut vermehrt vorrangig in Fernsehfilmen auf. Seit 2015 gehört Brooks als Faith Carter zur Hauptbesetzung der Westernserie Janette Oke: Die Coal Valley Saga. Ein Jahr später übernahm sie die Rolle der Eve Teschmacher in Supergirl. Für die Serie sprach sie zunächst für die Figur der Maggie Sawyer vor, die schließlich mit Floriana Lima besetzt wurde. Mit Beginn der fünften Staffel wurde Brooks Teil der Hauptbesetzung. In ihrer Rolle trat sie 2017 auch in einer Gastrolle in The Flash auf.

## Persönliches
Im November 2019 wurde Brooks Mutter einer Tochter.

## Filmografie (Auswahl)
- 2006: Saved (Fernsehserie, Episode 1x08)
- 2006: Split Decision (Fernsehfilm)
- 2006, 2013: Supernatural (Fernsehserie, 2 Episoden)
- 2007: Devil's Diary: Schreib hinein, es wird so sein (Devil's Diary, Fernsehfilm)
- 2009: What Goes Up
- 2009: Sorority Wars (Fernsehfilm)
- 2009–2011: Troop – Die Monsterjäger (Troop, Fernsehserie, 3 Episoden)
- 2010: Percy Jackson – Diebe im Olymp (Percy Jackson & the Olympians: The Lightning Thief)
- 2010: Dear Mr. Gacy
- 2010: Werwolf wider Willen (The Boy Who Cried Werewolf, Fernsehfilm)
- 2010: Hellcats (Fernsehserie, Episode 1x07)
- 2011: 50/50 – Freunde fürs (Über)Leben (50/50)
- 2011: R.L. Stine's The Haunting Hour (Fernsehserie, Episode 2x12)
- 2012: Fairly Legal (Fernsehserie, Episode 2x01)
- 2012: The Secret Circle (Fernsehserie, Episode 1x21)
- 2012: The Company You Keep – Die Akte Grant (The Company You Keep)
- 2012: Primeval: New World (Fernsehserie, Episode 1x05)
- 2013: Battleforce – Angriff der Alienkrieger (Independence Daysaster, Fernsehfilm)
- 2014: Motive (Fernsehserie, Episode 2x12)
- 2014: Signed, Sealed, Delivered (Fernsehserie, Episode 1x06)
- 2014: Zodiac – Die Zeichen der Apokalypse (Zodiac: Signs of the Apocalypse, Fernsehfilm)
- 2015: No Men Beyond This Point
- 2015: iZombie (Fernsehserie, Episode 1x10)
- 2015: UnREAL (Fernsehserie, 4 Episoden)
- seit 2015: Janette Oke: Die Coal Valley Saga (When Calls the Heart, Fernsehserie)
- 2016: Rescue Me (Fernsehfilm)
- 2016: Date with Love (Fernsehfilm)
- 2016: A Wish for Christmas (Fernsehfilm)
- 2016: Once Upon a Time – Es war einmal … (Once Upon a Time, Fernsehserie, Episode 6x02)
- 2016–2021: Supergirl (Fernsehserie, 46 Episoden)
- 2017: A Harvest Wedding (Fernsehfilm)
- 2017: Destination Wedding (Fernsehfilm)
- 2017: The Flash (Fernsehserie, Episode 3x11)
- 2017: Bates Motel (Fernsehserie, Episode 5x02)
- 2018: Santa's Boots (Fernsehfilm)
- 2018: The Sweetest Heart (Fernsehfilm)
- 2018: Jingle Around the Clock (Fernsehfilm)
- 2019: In the Key of Love (Fernsehfilm)
- 2020: Welcome to the Circle
- 2021: Fishing for Love (Fernsehfilm)
- 2022: The Wedding Fix (Fernsehfilm)
- 2022: Romance to the Rescue (Fernsehfilm)
- 2022: So Help Me Todd (Fernsehserie, Episode 1x01)
- 2023: A Lifelong Love (Fernsehfilm)
- 2023: The More Love Grows (Fernsehfilm)
- 2024: Fire Country (Fernsehserie, Episode 2x01)
- 2024: Snowy with a Chance of Christmas (Fernsehfilm)